# Acrotheciella
Acrotheciella — рід грибів. Назва вперше опублікована 1907 року.

## Класифікація
До роду Acrotheciella відносять 1 вид:
- Acrotheciella javanica